# John Riew (1917)
John Riew ist eine deutsche Verfilmung der gleichnamigen Novelle von Theodor Storm aus dem Jahre 1917. Die Titelrolle spielte Hermann Vallentin.

## Handlung
John Riew ist die Geschichte einer großen Freundschaft, die über den Tod hinausgeht. Riew und sein Freund Rick sind zwei Seeleute, die es eines Tages bis zum Kapitän bringen. Beide in Hamburg beheimateten Männer reisen mit ihren Schiffen rund um die Welt. Eines Tages schließt Rick den Bund des Lebens, und obwohl in dieser Ehe ein Kind entsteht, wird er in dieser Beziehung nicht glücklich. Rick fängt an zu trinken und beginnt sowohl seinen Beruf als auch sein Privatleben zu ruinieren. 
Als er stirbt, kümmert sich John Riew um die Familie des verstorbenen Freundes. Er ermöglicht der heranwachsenden Tochter Anna eine bürgerliche, wenngleich nicht eben begüterte Existenz als Näherin mit einem kleinen Geschäft. Doch Anna ist dies nicht genug, sie erwartet mehr vom Leben. Ähnlich labil wie ihr verstorbener Vater, stürzt sich in ein abenteuerliches Dasein auf Hamburgs Vergnügungsmeile St. Pauli. Doch nach einigen Verwerfungen fügen sich die Dinge schließlich doch zu einem Besseren …

## Produktionsnotizen
John Riew, auch bekannt unter dem Titel John Riew – Ein Mädchenschicksal, wurde am 1. Dezember 1917 in uraufgeführt. Der Film besaß vier Akte, verteilt auf 1409 Meter. 